# Colm Meaney
Colm Meaney (Dublin, 30 de maio de 1953) é um ator irlandês cujo papel de maior destaque foi o de Miles O'Brien, na telessérie Star Trek: Deep Space Nine. O ator vive atualmente em sua cidade natal.

## Juventude
Meaney nasceu em Finglas, Dublin. Começou a estudar atuação aos 14 anos e entrou na Abbey Theatre School of Acting após o ensino médio. Tornou-se membro do Irish National Theatre e trabalhou pelos próximos oito anos na Inglaterra, fazendo turnês com várias companhias de teatro, incluindo o grupo de teatro 7:84 fundado por John McGrath.

## Filmografia
- Seberg (2019) - Frank Ellroy
- Thor (2012) - Gigantes de gelo
- Bel Ami (2011)  -  Rousset
- Get Him to the Greek (2010)  -  Jonathan Snow
- Law Abiding Citizen (2009) - Detetive Dunnigan
- The Damned United (2009) - Don Revie
- Three and Out (2008)  -  Tommy
- Kings (2007) - Joe Mullan
- Five Fingers (2006)  -  Gavin
- The Unit (2006) - Encarregado de Negócios
- Caved In: Prehistoric Terror (2006) - Vincent
- Layer Cake (2004) - Gene
- The Boys From County Clare (2003) - Jimmy
- Intermission (2003) - Jerry Lynch
- How Harry Became a Tree (2001) - Harry
- Mystery, Alaska (1999) - Major Scott Pitcher
- The Magical Legend of the Leprechauns (1999) - Seamus Muldoon
- This is my Father (1998) - Seamus
- Monument Ave. (1998) - Jackie O'Hara
- Con Air (1997) - Agente Duncan Malloy
- Owd Bob (1997) - Keith Moore
- The Van (1996) - Larry.
- The Englishman Who Went Up a Hill But Came Down a Mountain (1995) - Morgan the Goat
- Into the West (1992) - Barreller
- War of the Buttons (1994) - Pai de Geronimos
- The Road to Wellville (1994) - Dr. Lionel Badger
- The Snapper (1993) - Dessie Curley
- Under Siege (1992) - Doumer
- O Último dos Moicanos (1992) - Maj. Ambrose
- Far and Away (1992) - Kelly
- The Commitments (1991) - Jimmy Rabbitte, Sr.
- Dick Tracy (1990) - Policial no Tess's
- Die Hard 2 (1990) - Piloto
- The Dead (1987) - Sr. Bergin

## Televisão
- Hell on Wheels (2011-2016)....Thomas C. Durant
- Life on Mars (2008)....Gene Hunt
- Star Trek: The Next Generation.....Miles O'Brien
- Star Trek: Deep Space Nine.....Miles O'Brien